# بين ويستون
بين ويستون (بالإنجليزية: Ben Weston)‏ هو متسابق يخت أمريكي، ولد في 27 يناير 1892 في ريدوندو بيتش في الولايات المتحدة، وتوفي في 9 يناير 1947 في لوس أنجلوس في الولايات المتحدة.

## وصلات خارجية
- بين ويستون على موقع أوليمبيديا (الإنجليزية)